# انقلاب 1944 في بلغاريا
انقلاب بلغاريا عام 1944، المعروف أيضًا بانقلاب 9 سبتمبر، هو انقلاب أطاح بحكومة مملكة بلغاريا في ليلة 9 سبتمبر 1944. أُطلق عليه مصطلح "انتفاضة الشعب في 9 سبتمبر" من قبل الدعاية الرسمية خلال فترة جمهورية بلغاريا الشعبية واستنادًا إلى الاضطرابات الواسعة و"الثورة الاشتراكية"، باعتباره نقطة تحول سياسية وبداية لإصلاحات جذرية نحو الاشتراكية على النمط السوفيتي.

## نبذة
كانت بلغاريا في وضع خطر، إذ كانت لا تزال ضمن دائرة نفوذ ألمانيا النازية (باعتبارها عضوًا سابقًا في قوى المحور، مع وجود القوات الألمانية على أراضيها رغم إعلانها الحياد قبل 15 يومًا)، لكنها كانت مهددة بالحرب مع الاتحاد السوفيتي، الذي كان القوة العسكرية الرائدة في ذلك الوقت (أعلن الاتحاد السوفيتي الحرب على مملكة بلغاريا قبل 4 أيام، ودخلت وحدات من الجبهة الأوكرانية الثالثة للجيش الأحمر إلى بلغاريا بعد 3 أيام). تزامن ذلك مع المظاهرات والإضرابات والثورات التي اجتاحت العديد من المدن والقرى (في 6-7 سبتمبر)، واستيلاء قوات جبهة الوطن البلغارية على السلطة في بعض المناطق مثل فارنا وبورغاس، دون مساعدة من الجيش الأحمر.
تم تنظيم الانقلاب من قبل التحالف السياسي لجبهة الوطن (التي كان يقودها الشيوعيون البلغاريون) وتم تنفيذه بواسطة الوحدات الموالية للقوات المسلحة البلغارية في الجيش البلغاري، بالإضافة إلى القوات الثورية البلغارية من جيش ثورة التحرير الشعبية.
وبناءً على ذلك، تم الإطاحة بالحكومة الشرعية برئاسة كونستانتين مورافييف، وتم استبدالها بحكومة جبهة ثورية بقيادة كيمون جورجييف. انضمت بلغاريا على الفور إلى التحالف المناهض للنازية لحلفاء الحرب العالمية الثانية، وشاركت في الحرب العالمية الثانية. أصبحت مملكة بلغاريا جمهورية بعد استفتاء الجمهورية البلغارية عام 1946، وتم إدخال تغييرات سياسية واقتصادية واجتماعية واسعة في البلاد. وقد جعل الانقلاب بلغاريا تحت النفوذ السوفيتي، مما أطال عمر جمهورية بلغاريا الشعبية لخمس وأربعين عامًا.

## الخلفية

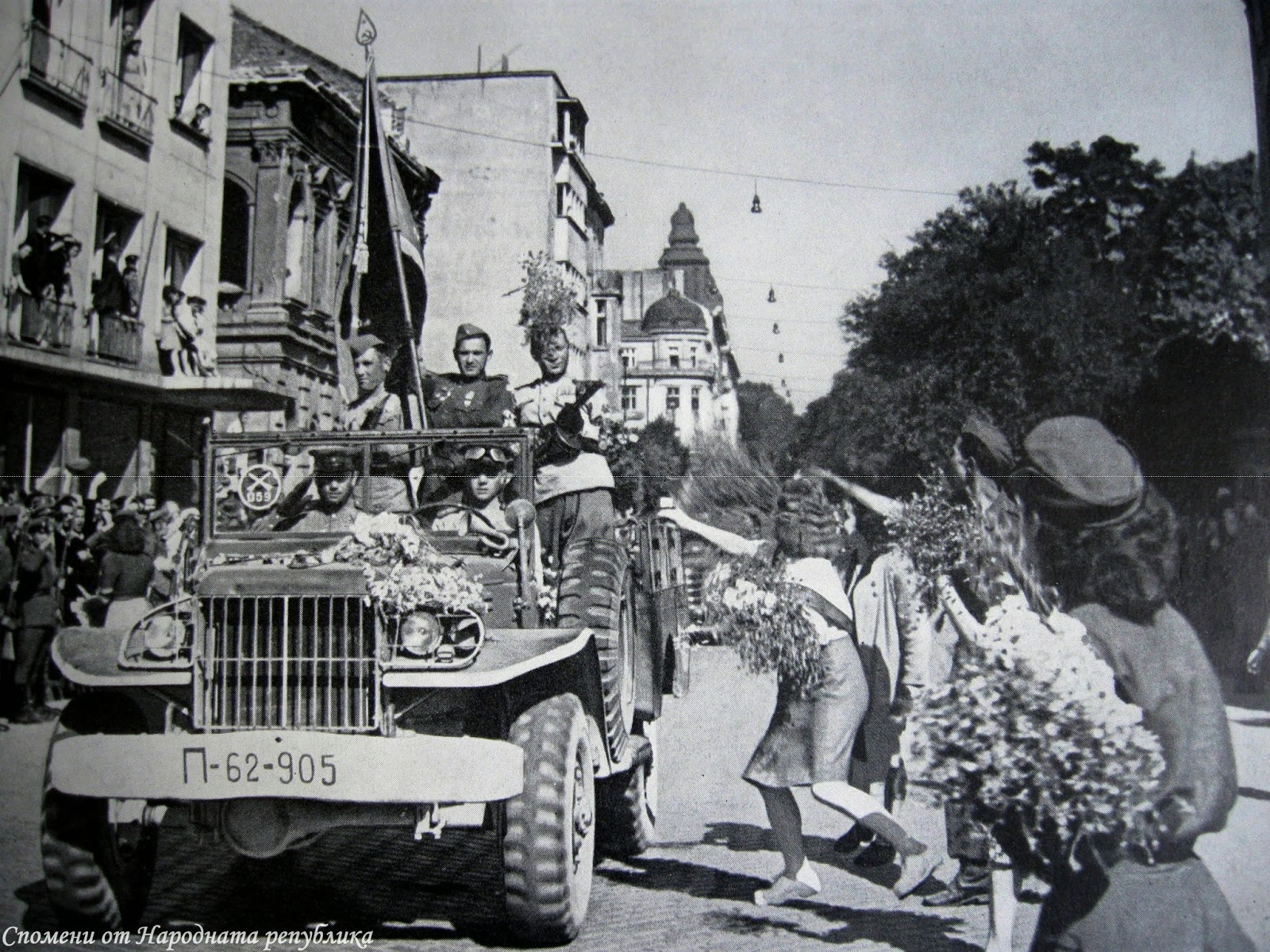
الجيش السوفييتي في صوفيا، بلغاريا، سبتمبر 1944.

في 26 أغسطس 1944، أعلنت حكومة إيفان باجريانوف [الإنجليزية] بشكل شفهي عن حياد بلغاريا في الحرب تحت تهديد هجوم محتمل من الجيش الأحمر في رومانيا المجاورة. في الوقت نفسه، دخلت الحكومة المصرية في مفاوضات منفصلة مع المملكة المتحدة والولايات المتحدة، على أمل تأمين إرسال قوات بريطانية وأمريكية إلى بلغاريا. وفي نفس اليوم، أعلنت اللجنة المركزية لحزب العمال البلغاري أن مهمتها الرسمية هي تولي السلطة عبر الانتفاضة الشعبية.
في 2 سبتمبر 1944، تم تشكيل حكومة الاتحاد الوطني الزراعي البلغاري «فرابشا 1»، والتي كانت في المعارضة بقيادة كونستانتين مورافييف. واصلت الحكومة محادثات السلام، وأعلنت دعمها للإصلاحات الديمقراطية، وأمرت بسحب القوات الألمانية من بلغاريا. ومع ذلك، لم تتوقف أعمال حرب العصابات، واستمر التحالف مع ألمانيا النازية، ولم تُبذل أي محاولات لتطبيع العلاقات مع موسكو، مما جعل الاتحاد السوفيتي يتعامل مع الحكومة الجديدة بحذر. في 5 سبتمبر 1944، أعلن الاتحاد السوفيتي الحرب على بلغاريا.
بدأت اللجنة المركزية لحزب العمال البلغاري وهيئة الأركان العامة لجيش ثورة التحرير الشعبية التخطيط لانقلاب في 5 سبتمبر، وتم تفصيل الخطة في 8 سبتمبر. وفقًا للخطة، فإن الإجراءات المنسقة بين البارتيزان، والمجموعات القتالية لحزب العمال الاشتراكي، والمفارز الموالية لجبهة الوطن، كانت تهدف إلى تولي السلطة والسيطرة الفعالة على الحكومة في ليلة 9 سبتمبر. وكان الهدف المعلن للانقلاب هو «الإطاحة بالسلطات الفاشية وإقامة سلطة شعبية ديمقراطية لجبهة الوطن».
بدأت الاضطرابات في بلغاريا في 6 و7 سبتمبر، مع إضرابات لعمال المناجم في برنيك وعمال الترام في صوفيا، بالإضافة إلى الإضرابات العامة في بلوفديف وغابروفو. كما تم الإفراج عن السياسيين من السجون في بلفن، وفارنا، وسليفن. دخلت المفارز الحزبية 170 بلدة بين 6 و8 سبتمبر. تطورت الإضرابات والاجتماعات في العديد من المدن والقرى إلى اشتباكات مسلحة مع الشرطة، مما أسفر عن سقوط ضحايا من الجانبين. في 8 سبتمبر، دخل الجيش الأحمر بلغاريا دون مقاومة، بناءً على أمر من الحكومة البلغارية الجديدة.

## الانقلاب

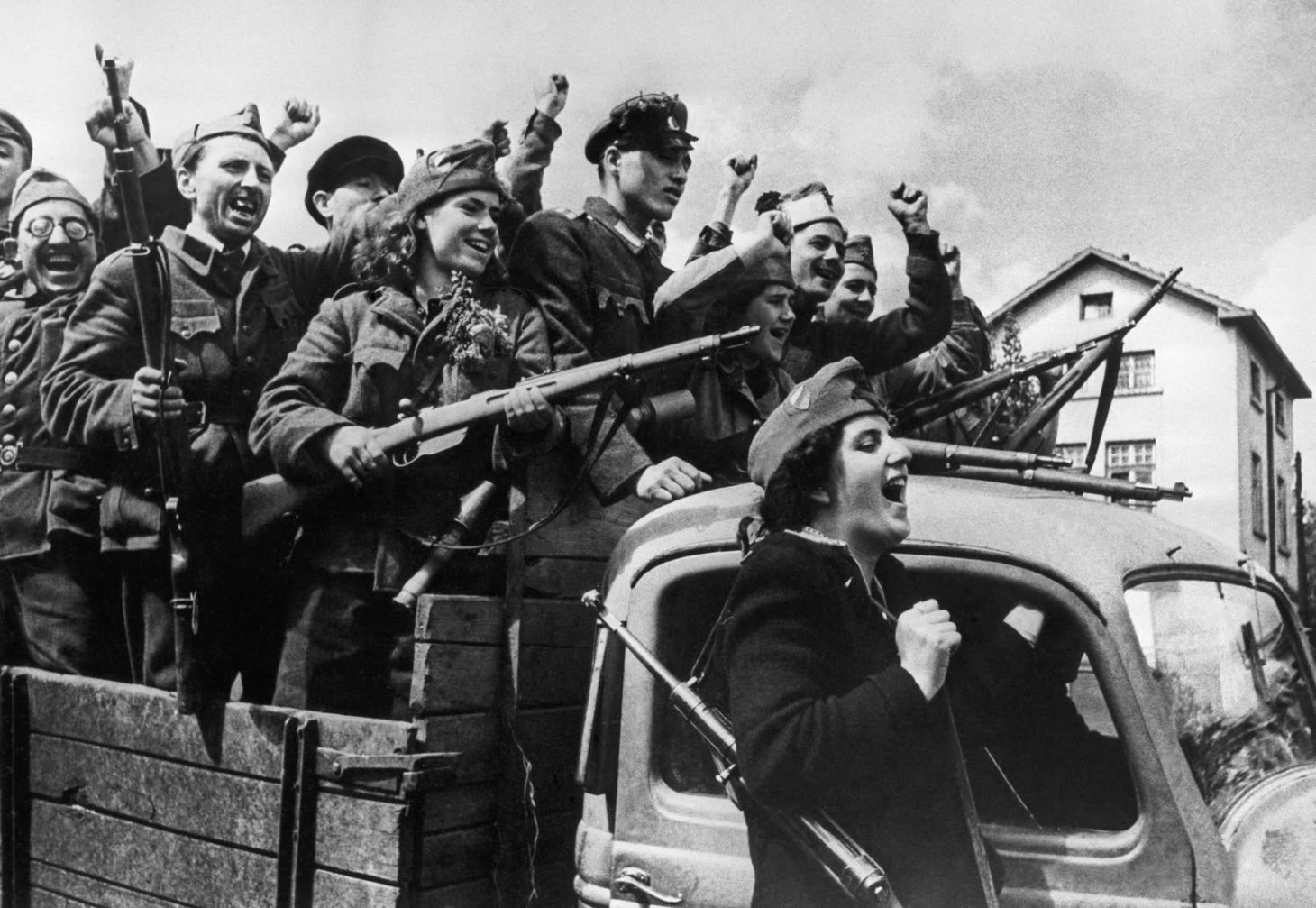
الثوار البلغار يدخلون صوفيا في 9 سبتمبر 1944.

عشية 9 سبتمبر، استولت وحدات الجيش مع مفارز جبهة الوطن على مواقع رئيسية في صوفيا، مثل وزارة الحرب، ووزارة الشؤون الداخلية، ومرافق البريد، والتلغراف، والراديو، ومحطة السكك الحديدية، وغيرها. وفي وقت مبكر من صباح 9 سبتمبر، أذاع رئيس الوزراء الجديد كيمون جورجييف بيانًا عبر الراديو قائلاً:
| انقلاب 1944 في بلغاريا | إدراكًا منها لأهمية اللحظة ولكونها تمثل الإرادة الشعبية الحقيقية، ستتولى جبهة الوطن في هذه الساعة الحرجة والحالة الصعبة حكومة البلاد بهدف إنقاذها من الدمار | انقلاب 1944 في بلغاريا |

تحركت الوحدات الحزبية من الجبال بتوجيه من قائد جيش ثورة التحرير الشعبية دوبري تربشيف في 9 سبتمبر لاحتلال القرى والمدن. لم يلق هذا التحرك في معظم الأماكن مقاومة كبيرة، ولكن في بعض المناطق، أبدت مفارز الجيش والشرطة الموالية للنظام القديم مقاومة عنيفة لقوات جبهة الوطن. في صوفيا، وبلوفديف، ومنطقة برنيك، وشومن وهاسكوفو، هزم أنصار النظام القديم باستخدام القوة العسكرية، وبدأ الجيش في الخضوع لسيطرة جبهة الوطن.
في هاسكوفو، تشكلت القيادة الجديدة في وقت متأخر، حيث سيطر أنصار جبهة الوطن على ثكنات المدفعية في 12 سبتمبر، إلا أنهم تكبدوا العديد من الضحايا بعد فشل المفاوضات مع قادة النظام القديم.
في نفس الوقت، ورغم أن الجيش الأحمر لم يصل إلى صوفيا بعد، فقد ظل متمركزًا في شمال شرق بلغاريا. وبما أن الشيوعيين البلغاريين تمكنوا من السيطرة على السلطة دون الحاجة إلى مساعدة مباشرة من الجيش الأحمر، قرر قادة الجيش الأحمر عدم الإسراع في الاستيلاء على العاصمة.

## الحكومة الجديدة

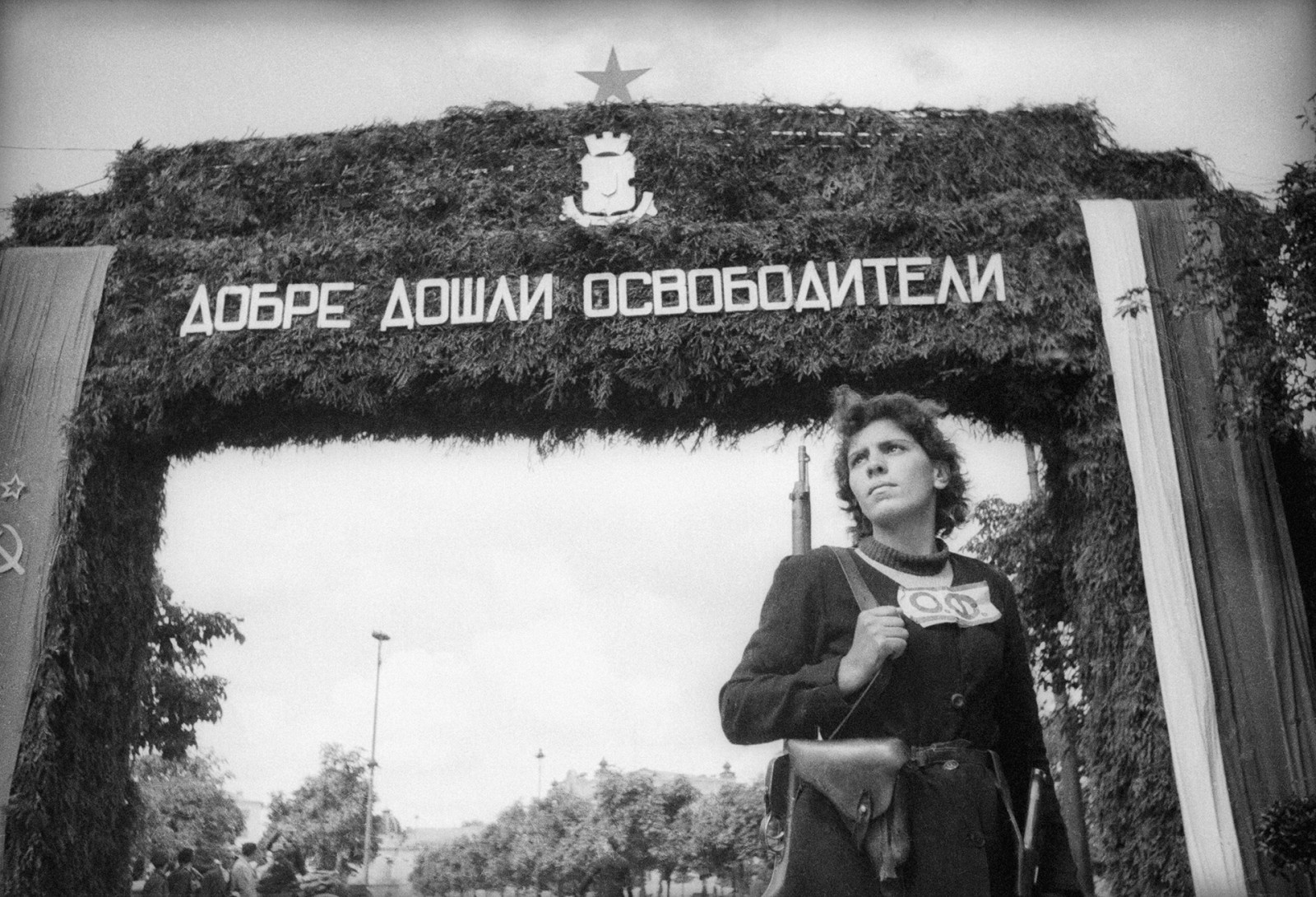
مقاتل بلغاري عند قوس النصر.

ضمت حكومة جبهة الوطن ممثلين عن حزب العمال البلغاري، الاتحاد الوطني الزراعي البلغاري "Pladne"، الحزب الاشتراكي الديمقراطي للعمال البلغاريين (الاشتراكيين العريضين)، وحزب زفينو. تم القبض على رئيس الوزراء السابق قسطنطين مورافييف، والقيصر سيمون الثاني، وأعضاء الحكومة السابقة، إضافة إلى بعض رؤساء مفارز الجيش. في 10 سبتمبر، تم إلغاء الشرطة واستبدالها بميليشيا شعبية تتكون بشكل رئيسي من أنصار جدد. كما تم إطلاق سراح 8,130 سجينًا سياسيًا من السجون ومعسكرات الاعتقال التابعة للنظام السابق، مثل غوندا فودا، وكراستو بول، وليبان.
تم حظر المنظمات الفاشية وجميع منشوراتها، وأُعدم الأوصياء السابقون: الأمير كيريل، وبوجدان فيلوف [الإنجليزية]، ونيكولا ميهايلوف ميهوف [الإنجليزية] في فبراير. وفي 15 سبتمبر 1946، أُجري استفتاء ألغي على إثره النظام الملكي في البلاد.

## التداعيات
بعد 9 سبتمبر 1944، انضم الجيش البلغاري إلى الجبهة الأوكرانية الثالثة، وساهم بشكل كبير في هزيمة النازية في أوروبا، مما ساعد في طرد الألمان من معظم أراضي يوغوسلافيا والمجر، ووصل إلى مدينة كلاغنفورت في النمسا بحلول أبريل 1945. رغم عدم اعتراف الحلفاء ببلغاريا كعضو حقيقي في التحالف، تمكنت البلاد من الاحتفاظ بمنطقة جنوب دبروجة التي استعادتها في عام 1940 بموجب معاهدة كرايوفا [الإنجليزية].
في ديسمبر 1944، أنشأت حكومة كيمون جورجييف محكمة الشعب، استجابةً لالتزام بلغاريا الدولي بمحاكمة الأشخاص المذنبين في الحرب العالمية الثانية مثل الوزراء وغيرهم. أصبحت المحكمة أحد الدوافع الرئيسية لموجة من الإرهاب في البلاد، حيث قُتل أو اختفى ما بين 20,000 و40,000 شخص في الأشهر الأربعة الأولى بعد سيطرة النظام الشيوعي على البلاد.
عزز الشيوعيون البلغاريون (الذين أعادوا تسمية حزبهم العمالي إلى الحزب الشيوعي) من دورهم القيادي في ائتلاف جبهة الوطن، وقلصوا عدد الأعضاء من خمسة أحزاب إلى حزبين سياسيين فقط (مع الاتحاد الزراعي). ثم قادوا البلاد تدريجيًا على طريق الاشتراكية الذي كان مشابهًا للنموذج السوفيتي، وفرضوا هذا التوجه من خلال سياسات شمولية. تم إلغاء شرعية أحزاب المعارضة السابقة، وتعرض الأعداء السياسيون للشيوعيين إما للقتل أو للاعتقال في معسكرات العمل.
تم إسقاط دستور تارنوفو [الإنجليزية] واستبداله بدستور ديميتروف [الإنجليزية] الجمهوري الجديد الموالي للشيوعية بعد الاستفتاء الجمهوري الناجح في عام 1946.